# Junior Professional FC
Junior Professional Football Club w skrócie Junior Professional FC – liberyjski klub piłkarski grający w drugiej, a niegdyś w pierwszej lidze liberyjskiej, mający siedzibę w mieście Monrovia.

## Sukcesy
- I liga[1]:
  - mistrzostwo (1): 1996.

- Puchar Liberii[2]:
  - zwycięstwo (1): 1996.

## Występy w afrykańskich pucharach
| Sezon | Rozgrywki     | Runda | Kraj         | Klub                  | Dom | Wyjazd | Dwumecz |
| ----- | ------------- | ----- | ------------ | --------------------- | --- | ------ | ------- |
| 1996  | Puchar CAF    | 1     | Gwinea       | ASFAG                 | 3–1 | 1–2    | 4–3     |
| 1996  | Puchar CAF    | 2     | Sierra Leone | Ports Authority FC    | –   | –      | –       |
| 1997  | Liga Mistrzów | 1     | Burkina Faso | Racing Bobo-Dioulasso | 2–0 | 0–1    | 2–1     |
| 1997  | Liga Mistrzów | 2     | Ghana        | Obuasi Goldfields     | 2–1 | 0–3    | 2–4     |

## Stadion
Domowe mecze klub rozgrywa na stadionie o nazwie Samuel Kanyon Doe Sports Complex w Monrovii, który może pomieścić 35000 widzów.

## Reprezentanci kraju grający w klubie
Stan na lipiec 2023.
| - Joseph Amoah - Peter Doe - William Fahnbulleh - Eugene Gray - Varney Kallon | - Varmah Kpoto - James Koko Lomell - Jean Mama Quileme - Zizi Roberts - Sunday Seah |